# Robert Hewsen
Robert H. Hewsen, né Hewsenian le 20 mai 1934 à New York, États-Unis d'Amérique et mort le 17 novembre 2018 à Fresno, est un historien américain et professeur d'histoire à l'université Rowan. Il se spécialise dans l'histoire ancienne du Caucase du Sud. Hewsen est l'auteur de Armenia: A Historical Atlas (2001), un ouvrage de référence dans le domaine de l'arménologie.

## Biographie
Robert Hewsen naît à New York en 1934 sous le nom de Hewsenian, son père étant arménien immigré aux États-Unis depuis Smyrne (aujourd'hui en Turquie).
Il passe sept ans en Europe, dans l'US Air Force puis comme étudiant. Il obtient une licence en histoire à l'université du Maryland, puis un doctorat en histoire à l'université de Georgetown en 1967. La même année, il rejoint la faculté d'histoire de l'université Rowan, où il enseigne l'histoire byzantine et russe pendant plus de 30 ans. Il est un des premiers à proposer des cours sur l'histoire de l'Arménie et du Haut-Karabagh. Ses travaux de recherches se concentrent sur l'histoire ancienne du Caucase du Sud et en particulier celle de l'Arménie. Hewsen prend sa retraite de l'université Rowan en juillet 1999. Il est professeur invité à l'université d'État de Californie à Fresno de 2001 à 2002. Par la suite, il donne des conférences à l'université de Chicago, à l'université Columbia et à l'université de Californie à Los Angeles.
Il est président de la Society for Armenian Studies (« Société d'arménologie ») en 1988-1989. Il est également cofondateur et président de la Society for the Study of Caucasia (« Société pour l'étude du Caucase »), active de 1989 à 1997.

## Travaux
Hewsen écrit de nombreux livres et articles scientifiques sur l'histoire du Caucase, en particulier de l'Arménie. Sa contribution principale dans ce domaine est le livre Armenia: A Historical Atlas (« Arménie : un atlas historique », 2001) devenu une référence,. Le livre reçoit un accueil très favorable de la part des critiques universitaires,,. Michael Stone déclare qu'il « n'a pas de rival en arménologie », le qualifiant de « travail pionnier et faisant autorité » et de « meilleur atlas de l'Arménie jamais publié ». Merrill Peterson écrit qu'il « peut être considéré à lui seul comme un monument de l'érudition américaine ». Nina Garsoïan qualifie l'ouvrage de « monumental ». Charles King écrit que le livre est une « réalisation exceptionnelle non seulement en tant que référence géographique mais aussi en tant que guide de l'histoire démographique et politique de l'ensemble du Caucase ». Adam Smith considère que l'ouvrage est « un jalon important dans le développement de l'arménologie ».

## Publications

### Ouvrages
- (en) Armenia: A Historical Atlas, University of Chicago Press, 2001 (ISBN 978-0-226-33228-4).
- (en) Ethno-history and the Armenian influence upon the Caucasian Albanians. Classical Armenian culture: Influence and creativity, Philadelphia, Scholars Press, 1982.
- (en) The Geography of Ananias of Širak (Ašxarhacʻoycʻ): The Long and the Short Recensions, Wiesbaden, Dr. Ludwig Reichert Verlag, 1992 (ISBN 3-88226-485-3, lire en ligne)[17].

### Chapitres
- (en) Medieval Armenian Culture, Chico, California, Scholars Press, coll. « University of Pennsylvania Armenian Texts and Studies », 1984, « The Kingdom of Arc'ax ».

### Articles
- (en) « Science in Seventh-Century Armenia: Ananias of Širak », Isis, vol. 59, no 1,‎ printemps 1968, p. 32-45 (DOI 10.1086/350333, S2CID 145014073)
- (en) « The Autumn Glossary », Armenian Review, vol. 13, no 3,‎ automne 1960, p. 90-93.
- (en) « The Legend of Akhtamar (A Ballad) », Armenian Review, vol. 12, no 2,‎ été 1959, p. 64-66.
- (en) Anatolia and Historical Concepts // The California Institute for Ancient Studies, a Velikovskian site.
- (en) « The Primary History of Armenia : An Examination of the Validity of an Immemorially Transmitted Historical Tradition », History in Africa, vol. 2,‎ 1975, p. 91-100 (lire en ligne)